# ウクライナ詩的映画
ウクライナ詩的映画（ウクライナしてきえいが、ウクライナ語: Українське поетичне кіно、英語: Ukrainian Poetic Cinema）は、1960年代のソビエト連邦で興った映画の芸術的潮流であり、セルゲイ・パラジャーノフの『火の馬』（1965年、原題：Тіні забутих предків）を起点とする。社会主義リアリズムに対抗し、視覚的表現力、シュルレアリスム、民族誌的モチーフを重視したこの潮流は、革新的な作品群を生み出し、ソビエトの検閲とウクライナの民族意識への抑圧を招いた。1960-70年代が最盛期で、1980年代末に再評価され、独立後のウクライナ映画にも影響を与えた。

## 特徴
ウクライナ詩的映画は、局地的出来事を世界的なテーマに昇華し、具体的な人物や場所を通じて人類普遍の問題を描く。作品は神話的で、各要素に象徴的意味が込められ、画面上の出来事の背後に深い現実を構築する。物語は簡潔で、時間的飛躍を伴うエピソード形式が特徴。対話は少なく、視覚的イメージ、象徴的物体、色彩、映像のリズムが重視される。
登場人物はしばしば典型やアーキタイプとして単純化されるが、人間性は抽象的観念と同等に扱われる。物質世界と精神世界が結びつき、物質を通じて霊的領域に触れる表現が特徴的。主なテーマは以下の通り：
- 土着・民俗的要素と外来・強制的なものの衝突[7]。
- 失われたものへの郷愁と喪失のテーマ[8]。
- 地域の方言、伝統的衣装、日常品、宗教・民俗的イメージの使用[6]。

## 歴史

### 起源
ウクライナ詩的映画の基盤は、1962年に設立されたウクライナSSR映画委員会（委員長：スヴャトスラフ・イヴァノフ）と、ドヴジェンコ映画スタジオの新監督ヴァシーリ・ツヴィルクノフの支援により形成された。イヴァノフは検閲下のウクライナ映画人を保護し、ツヴィルクノフは1962年にパラジャーノフの『火の馬』の脚本を承認。1965年の公開後、同作はマル・デル・プラタ国際映画祭で「南十字星賞」を受賞し、国際的な評価を得た。イヴァン・ジューバの公開前演説など、ウクライナ知識人の権利擁護運動もこの作品を中心に結集した。

### 最盛期（1960-70年代）
「ウクライナ詩的映画」という用語は、1970年にポーランドの映画批評家ヤヌシュ・ガズダが提唱。しかし、ソビエト検閲は厳しく、ユーリー・イリエンコの『井戸の渇き』（1965年）は「思想的歪曲」を理由に禁止、パラジャーノフの『キエフのフレスコ画』は制作中止、レオニード・オシカの『イワン・クパーラの夜』（1968年）はソ連国家映画委員会により上映禁止となった。
一方、レオニード・オシカの『石の十字架』（1968年）は第3回全ソビエト映画祭（レニングラード）で評価され、ユーリー・イリエンコの『黒い斑点のある白い鳥』（1971年）はモスクワ国際映画祭金賞、レオニード・オシカの『ザハール・ベルクト』（1971年）は第5回全ソビエト映画祭（トビリシ）で受賞。ミコーラ・マシチェンコの『コミサール』（1968年）やイヴァーン・ムィコライチュークの『バビロンXX』（1979年、ドゥシャンベ全ソビエト映画祭最優秀監督賞）も成功を収めた。
1970年、ガズダの「ウクライナ詩的映画学校」論文が発表されたが、ロシアの映画学者ミハイル・ブレイマンの論文「古風か革新か？」（1970年）は詩的映画を「無展望」と批判し、検閲強化の口実となった。1973年、イヴァノフとツヴィルクノフが解任され、パラジャーノフが逮捕（1977年釈放）。ヴォロディミル・シチェルビツキー（ウクライナ共産党第一書記）は1974年、詩的映画を「民族主義的」「抽象的象徴主義」と非難。

### 後期と再評価
1980年代、詩的映画は「都市散文」へと移行し、キラ・ムラトワ、ロマン・バラヤン、コンスタンティン・エルショフらが哲学的・個人的テーマを扱った。例として『夢と現の飛行』、『真剣に冗談を言う女たち』、『鴉』などがある。ユーリー・イリエンコの『ザ・ゾーン／スワンの湖』（1990年）や『藁の鐘』（1987年）は、言葉を極力排し、戦争の視覚的衝撃を強調した。
1980年代末、ソビエト内で詩的映画が再評価され、1989年にイヴァン・ジューバがブレイマンの批判を反駁する論文を発表。独立後、キラ・ムラトワの『運命の変貌』やヴァシーリ・ドムブロフスキーの『ユダヤ人の輪』、オレシ・サニンの『ママイ』（2003年）が詩的映画の影響を継承。

### 現代の評価
独立後、詩的映画は一部で「ウクライナ映画の唯一の形」と見なされたが、若い監督たちはその枠組みからの脱却を試みた。ミコーラ・ラシェーウの『オベリーハ』、マリシャ・ニキチュクの『木々が倒れるとき』、イリーナ・ツィーリクの『青い地球、まるでオレンジ』などは、1990年代以降のウクライナの日常をリアルに描く。2010年代には、喪失テーマの過剰、神秘主義の不安定さ、「詩的」定義の曖昧さへの批判が現れた。

## 主要な監督
- セルゲイ・パラジャーノフ
- ユーリー・イリエンコ
- レオニード・オシカ
- ミコーラ・マシチェンコ
- ボリス・イフチェンコ

## 代表作
以下の作品はウクライナ詩的映画の代表例で、一部はソビエト時代に上映禁止となった：
- 『火の馬』（1965年、セルゲイ・パラジャーノフ）
- 『井戸の渇き』（1965年、ユーリー・イリエンコ、禁止）
- 『海に入る女』（1965年、レオニード・オシカ、禁止）
- 『石の十字架』（1968年、レオニード・オシカ）
- 『イワン・クパーラの夜』（1968年、ユーリー・イリエンコ、禁止）
- 『良心』（1968年、ヴォロディミル・デニセンコ、禁止）
- 『コミサール』（1968年、ミコーラ・マシチェンコ）
- 『アンニチカ』（1969年、ボリス・イフチェンコ）
- 『ザハール・ベルクト』（1971年、レオニード・オシカ）
- 『黒い斑点のある白い鳥』（1971年、ユーリー・イリエンコ）
- 『紛失した特許状』（1972年、ボリス・イフチェンコ、禁止）
- 『バビロンXX』（1979年、イヴァーン・ムィコライチューク）